# Puente de aplicación
En informática, un puente de aplicación o application bridge es el código que conecta diferentes entornos de un lenguaje con otros lenguajes.
Los puentes, delimitan el tráfico entre redes a las redes que tiene acceso directo y deben preservar las características de las LANs que interconectan (retardo de transmisión, capacidad de transmisión, probabilidad de pérdida, etc.). 

La conexión es utilizada exclusivamente para transmitir llamadas a métodos con sus propios parámetros y retornar los valores de un entorno de lenguaje a otro. Por ejemplo, se necesita un puente para acceder desde Delphi a la API de OpenOffice.org.
- Datos: Q6091471